# Boucé, Allier

Boucé este o comună în departamentul Allier din centrul Franței. În 1 ianuarie 2022 avea o populație de 499 de locuitori.